# E29 (trasa europejska)
E29 – trasa europejska pośrednia północ-południe, wiodąca z Kolonii w Niemczech do Sarreguemines we Francji.

## Przebieg E29
- Niemcy: Kolonia
- Luksemburg: Luksemburg
- Niemcy (ponownie): Saara – Saarbrücken
- Francja: Sarreguemines